# 波特山
78°8′S 162°17′E / 78.133°S 162.283°E
波特山（Mount Potter），是南極洲的山峰，位於維多利亞地的斯科特海岸，以曾在該地區工作七季的冰川地學家命名，現時由南極條約體系管理。